# Família 20mm de calibres
20 mm é um diâmetro de cano comum de armas de fogo, normalmente usado para distinguir armas de menor calibre comumente chamadas de "armas" de "canhões" de maior calibre (por exemplo, metralhadora vs. canhão automático). 
Os cartuchos de 20 mm têm um diâmetro externo de bala e diâmetro de cano de 0,787 polegadas (20,0 mm). Essas munições têm tipicamente 75 a 127 mm (3–5 pol.) de comprimento, os estojos dos cartuchos têm tipicamente 75 a 152 mm (3–6 pol.) de comprimento e a maioria possuem cargas explosivas e detonantes.
O calibre 20 mm é utilizado em armas que variam de rifles anti-material e rifles anti-tanque a canhões automáticos para aeronaves e armas anti-aéreas.

## Histórico
Os canhões automáticos no calibre 20 mm entraram em serviço pela primeira vez durante a Primeira Guerra Mundial, e tiveram o pico de sucesso na Segunda Guerra Mundial, principalmente em aviões e armas antiaéreas de curto alcance, mas também em alguns veículos blindados leves e pequenas embarcações navais; depois da Guerra a popularidade desse calibre diminuiu, sendo substituído na maioria das funções por canhões de calibre maior ou por mísseis guiados, mas continuam a equipar aviões de combate dos EUA, na defesa de curto alcance de navios de guerra e novas funções no armamento de helicópteros.
Foi desenvolvida uma ampla gama de canhões no calibre 20 mm em vários tamanhos e potências; apenas um na Primeira Guerra Mundial e cerca de dezessete na Segunda Guerra Mundial; dos quais apenas quatro cartuchos daquele período permanecem em produção; tendo sido introduzidos outros quatro na década de 1950 que permanecem em serviço até hoje.

## Tipos de munição
- High Explosive (HE)
- High-Explosive Incendiary (HEI)
- Armour-Piercing (AP)
- Semi Armour Piercing High Explosive Incendiary (SAPHEI)
- Armour-Piercing Discarding Sabot (APDS)
- High-Explosive Fragmentary tracer (HEF-t)
- Penetrator with Enhanced Lateral Effect (PELE)
- Target Practice - projétil inerte (i.e., PGU-27A/B).[3] Used for training. (TP)
- Target Practice Tracer - projétil inerte com material traçante na base para rastreio visual (i.e., PGU-30A/B). (TP-T)

## Armas em 20 mm

### Contemporâneas
| Arma                      | País de origem  | Cartucho         | Notas                                             |
| ------------------------- | --------------- | ---------------- | ------------------------------------------------- |
| Neopup PAW-20             | África do Sul   | 20×42mm          |                                                   |
| Denel NTW-20              | África do Sul   | 20×82mm Mauser   |                                                   |
| Vidhwansak                | Índia           | 20×82mm Mauser   |                                                   |
| Anzio 20mm rifle          | Estados Unidos  | 20×102mm         |                                                   |
| M61 Vulcan                | Estados Unidos  | 20×102mm         |                                                   |
| M197 electric cannon      | Estados Unidos  | 20×102mm         |                                                   |
| Canhão M39                | Estados Unidos  | 20×102mm         |                                                   |
| GIAT M621                 | França          | 20×102mm         |                                                   |
| ZVI PL-20 Plamen          | República Checa | 20×102mm         |                                                   |
| Metallic RT-20            | Croácia         | 20×110mm Hispano |                                                   |
| Oerlikon KAA/KAB          | Suíça           | 20×128mm         | Anteriormente conhecida como Oerlikon 204GK/5TG   |
| Meroka CIWS               | Espanha         | 20×128mm         |                                                   |
| Oerlikon KAD              | Suíça           | 20×139mm         | Anteriormente conhecida como Hispano-Suiza HS.820 |
| GIAT M693/20 mm modèle F2 | França          | 20×139mm         |                                                   |
| Rheinmetall Rh 202        | Alemanha        | 20×139mm         |                                                   |
| Denel Land Systems GI-2   | África do Sul   | 20×139mm         |                                                   |

### Históricas
| Arma                             | País de origem              | Cartucho     | Notas |
| -------------------------------- | --------------------------- | ------------ | --- |
| Rifle de fortificação Ghan-Krnka | Império Russo               | 20,3×95mm R  | Diâmetro da bala de 21 mm                                                                                         |
| Type 99 cannon, modelo 2         | Império do Japão            | 20×101mm RB  | |
| Solothurn S-18/100               | Suíça                       | 20×105mm B   | |
| Bofors m/45                      | Suécia                      | 20×110mm     | |
| Bofors m/49                      | Suécia                      | 20×110mm     | |
| Hispano-Suiza HS.404 e derivados | Suíça                       | 20×110mm     | |
| Oerlikon F, FFL                  | Suíça                       | 20×110mm RB  | |
| Polsten                          | Polônia                     | 20×110mm RB  | |
| Colt Canhão Mk 12                | Estados Unidos              | 20×110mm USN | Derivado avançado do HS.404                                                                                       |
| Canhão Madsen 20 mm              | Dinamarca                   | 20×120mm     | |
| Canhão automático Tipo 97        | Império do Japão            | 20×124mm     | |
| Mauser MG 213                    | Alemanha Nazista            | 20×135mm     | |
| Breda Modelo 35                  | Reino de Itália (1861–1946) | 20×138mm B   | |
| Nkm wz.38 FK                     | Polônia                     | 20×138mm B   | Designada "Heaviest Machine Gun", ou "Najciezszy karabin maszynowy, Nkm," AA/AT (atualmente um canhão automático) |
| Rheinmetall 2 cm KwK 30          | Alemanha Nazista            | 20×138mm B   | |
| Scotti 20 mm                     | Reino de Itália (1861–1946) | 20×138mm B   | |
| Solothurn S-18/1000 Longo        | Suíça                       | 20×138mm B   | |
| FlaK 38                          | Alemanha Nazista            | 20×138mm B   | Substituto do Hispano-Suiza HS.820 no pós guerra no calibre 20×139mm                                              |
| Lahti L-39                       | Finlândia                   | 20×138mm B   | Solothurn Long |
| Bofors M/40                      | Suécia                      | 20×145mm R   | |
| Canhão Becker Tipo M2 20 mm      | Império Alemão              | 20×70mm RB   | |
| Oerlikon FF                      | Suíça                       | 20×72mm RB   | |
| Canhão Tipo 99, modelo 1         | Japão                       | 20×72mm RB   | |
| Canhão MG FF/M                   | Alemanha Nazista            | 20×80mm RB   | |
| Mauser MG 151/20                 | Alemanha Nazista            | 20×82mm      | |
| Canhão Ho-5                      | Império do Japão            | 20×94mm      | |
| Berezin B-20                     | União Soviética             | 20×99mm      | |
| ShVAK                            | União Soviética             | 20×99mm R    | |

O tipo de cartucho indica o diâmetro do projétil e o comprimento do cartucho que o contém; por exemplo, 20×102 mm é um projétil de 20 mm em um estojo de 102 mm de comprimento. Raramente dois designers usam o mesmo comprimento de estojo, portanto, essa designação geralmente é definitiva. Alguns tipos de cartucho possuem letras ou informações adicionais relacionadas a eles.